# 조시프 마스콜로

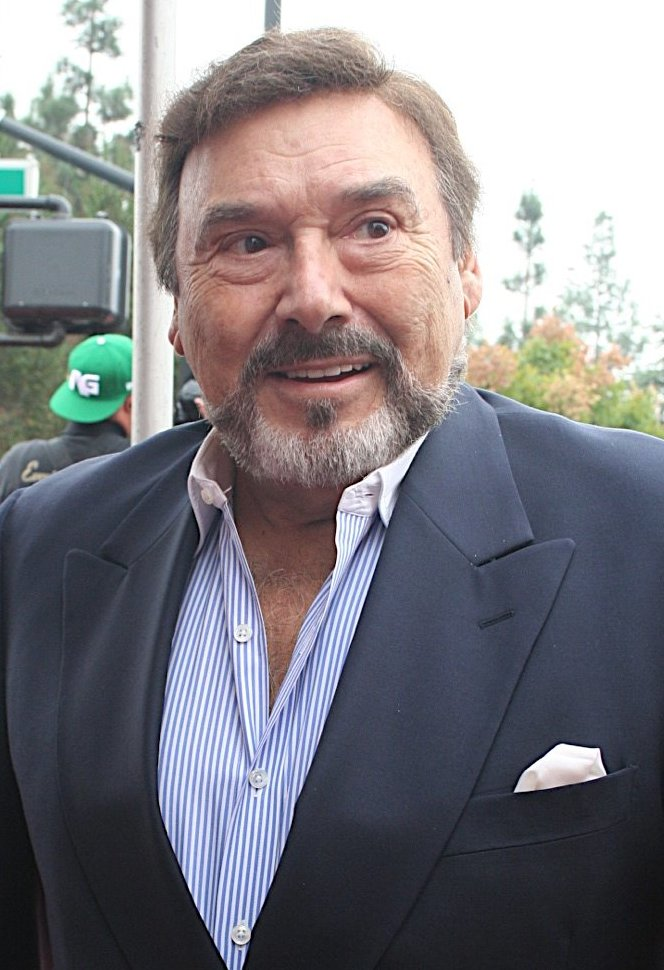

조시프 마스콜로(Joseph Mascolo, 1929년 3월 13일 ~ 2016년 12월 8일)는 미국의 텔레비전 배우, 영화배우이다.
샌타클라리타에서 사망하였다. 사인은 알츠하이머병이다.  포리스트 론 메모리얼 파크에 매장되었다.

## 영화
- 두 얼굴의 사나이 4 (1989년)
- 비앤비 (1987년)
- 죠르지오의 사랑 (1982년)
- 암흑가의 혈투 (1981년)
- 샤키 머신 (1981년)
- 죠스 2 (1978년)
- 우리 생애 나날들 (1965년)